# ريتشارد غلوكس
 كان مسؤولاً نازياً ألمانياً رفيع المستوى في قوات الأمن الخاصة، ومنذ نوفمبر 1939 وحتى نهاية الحرب العالمية الثانية، كان مفتش معسكرات الاعتقال (CCI)، والذي أصبح معسكرات الاعتقال التابعة لـAmt D: تحت WVHA في ألمانيا النازية. بصفته مرؤوسًا مباشرًا لهينريش هيملر، كان مسؤولًا عن العمل القسري لنزلاء المعسكر، وكان أيضًا المشرف على الممارسات الطبية في المخيمات، بدءًا من التجارب الإنسانية وحتى تنفيذ "الحل النهائي"، وخاصةً القتل الجماعي للسجناء بغاز زيكلون - ب. بعد استسلام ألمانيا، انتحر غلوكس عن طريق ابتلاع كبسولة سيانيد البوتاسيوم.

## حياته
وُلد غلوكس في عام 1889 في مدينة أودينكيرشن (التي أصبحت الآن جزءًا من مونشنغلادباخ ) في راينلاند. في عام 1909، التحق غلوكس بالجيش لمدة عام كمتطوع، خدم في المدفعية. في عام 1913، كان في إنجلترا، وانتقل بعد ذلك إلى الأرجنتين كتاجر. عندما اندلعت الحرب العالمية الأولى، عاد غلوكس إلى ألمانيا تحت هوية مزورة على متن سفينة نرويجية في يناير 1915 وانضم إلى الجيش مرة أخرى. خلال الحرب، أصبح في نهاية المطاف قائد وحدة مدفعية وحصل على الصليب الحديدي الأول والثاني.  قاتل في معركة فردان ومعركة السوم.  بعد الحرب، أصبح ضابط اتصال بين القوات الألمانية ولجنة الرقابة العسكرية المشتركة بين الحلفاء، وهي هيئة الحلفاء للسيطرة على القيود المفروضة على ألمانيا في معاهدة فرساي فيما يتعلق بإعادة تسليح وقوة سلاحها. حتى عام 1924، بقي في هذا المنصب، قبل أن ينضم إلى موظفي الشعبة السادسة البروسية. خدم أيضا في فرايكوربس. 